# Батрадівська сільська рада
| Батрадівська сільська рада — колишній орган місцевого самоврядування у Берегівському районі Закарпатської області з адміністративним центром у с. Батрадь. Сільській раді були підпорядковані населені пункти: - с. Батрадь - с. Горонглаб |

## Склад ради
Рада складалася з 16 депутатів та голови.

## Керівний склад сільської ради
| ПІБ                    | Основні відомості                                                 | Дата обрання | Дата звільнення |
| ---------------------- | ----------------------------------------------------------------- | ------------ | --------------- |
| Гойду Федір Ернестович | Сільський голова, 1960 року народження, освіта                    | 26.03.2006   | 31.10.2010      |
| Гайду Федір Ернестович | Сільський голова, 1961 року народження, освіта вища, безпартійний | 31.10.2010   | 09.09.2012      |
| Марков Іван Іванович   | Сільський голова, 1962 року народження, освіта вища, безпартійний | 09.09.2012   |                 |

Примітка: таблиця складена за даними джерела